# Pece (żupania krapińsko-zagorska)
Pece – wieś w Chorwacji, w żupanii krapińsko-zagorskiej, w gminie Budinščina. W 2011 roku liczyła 296 mieszkańców.